# Playing God (film)
Playing God è un film del 1997 diretto da Andy Wilson, con David Duchovny, Timothy Hutton, Angelina Jolie e Michael Massee.

## Trama
Il dottor Eugene Sands è un chirurgo che si è visto revocare la licenza per praticare la sua professione a causa della sua propensione per le droghe. Una notte, in un bar, Sands pratica un intervento di fortuna su un tizio colpito durante una sparatoria. Quella stessa notte fa uso delle sostanze che l'hanno fatto radiare dall’ordine, e che non ha mai smesso di usare per il senso di colpa, e si addormenta. Viene prelevato dalle guardie di Raymond Blossom che lo invita ad uscire con lui per sdebitarsi di aver salvato il suo amico.
Insieme a due russi in affari con Blossom e a Claire vanno a vedere una partita di basket, dove vengono spiati dall’agente Cage dell’FBI, e al locale degli stranieri dove Blossom e Vladimir hanno un litigio in quanto il primo vuole escludere i russi dai loro traffici in favore dei cinesi. Per ritorsione Vladimir, su ordine del suo capo Dimitri svaligia un deposito di Blossom ma viene catturato e gravemente ferito.
Una limousine preleva Sands e lo trasporta a Malibù, nella villa di Raymond e della sua provocante amante Claire, dove gli viene proposto di tornare a operare per loro per salvare la vita a Vladimir che giace tra la vita e la morte. Sands accetta, ma Vladimir una volta ristabilito viene ucciso da Blossom dopo avergli estorto il deposito dove è nascosta la merce che gli è stata rubata all’insaputa del chirurgo.
Viene mandato giorni dopo a curare un ragazzo che risulta però morto da diverse ore e, spaventato dall’amico di questo che gli punta la pistola e lo minaccia decide di smettere e di scappare, ma riceve la visita dell’agente FBI che lo ricatta per aiutarlo a incastrare Blossom e il cinese con cui vuole fare affari. Sands scopre così che c'è un infiltrato del FBI nel giro di Blossom.
Nel frattempo Dimitri in persona si reca a casa di Blossom e spara ai collaboratori più stretti di questi, ma viene ucciso prima che possa dare il colpo di grazia a Claire che viene salvata in tempo e portata via con uno stratagemma da Eugene dopo aver scoperto che era lei l'infiltrata dell'FBI nel gruppo di Raymond.
I due fuggono nella casa al mare della famiglia dell'ex chirurgo dove lo stesso inizia la disintossicazione. L'agente Cage prima di essere aggiornato sulla situazione dei due fa un accordo con Blossom in cui ottiene di incastrare il cinese con cui il criminale voleva sostituire i russi in cambio di Claire, anche se morta. Sands viene quindi portato in una località sicura protetto da due agenti e Claire torna ancora sotto copertura da Raymond, per andare insieme a incastrare il boss cinese.
Successivamente i due ragazzi da cui era stato mandato Sands prima di voler scappare fanno irruzione per ucciderlo su mandato di Blossom, ma Eugene riesce a scappare e a raggiungere il luogo dell'incontro tra i due boss dove la trappola salta per una soffiata al cinese e Raymond é costretto a darsi alla fuga con ostaggio Claire inseguito da Eugene e a sua volta dall'agente Cage.
L'ex chirurgo riesce a liberare Claire, ma prima di scappare si ferma a prestare soccorso a Blossom rimasto coinvolto in un incidente nel tentativo di recuperare la posta e gravemente ferito. Il film finisce con la voce di Eugene che racconta cosa è accaduto dopo: Raymond Blossom è sopravvissuto e finito in carcere e a lui forse restituiranno la licenza medica.